# Пътеводител на историческия стопаджия
Пътеводител на историческия стопаджия е българско хумористично и документално предаване, излъчвано от БНТ в периода 2000-2002 година. Повторно излъчване започва на 6 декември 2010 година, като някои от епизодите претърпяват съкращения.
Името на предаването е заимствано от книгата на Дъглас Адамс „Пътеводител на галактическия стопаджия“. Концепцията на предаването включква кратки хумористични скечове, в които се преразказва историята на България след 1878 година. Автори на предаването са Димитър Стоянович и Владимир Люцканов Предаването е сред успешните външни продукции на БНТ в периода, но се излъчва през седмица, а понякога и в различни дни.